# 盐泉镇
盐泉镇，是中华人民共和国四川省绵阳市游仙区下辖的一个乡镇级行政单位。2019年12月，撤销玉河镇、梓棉镇和白蝉镇，设立盐泉镇，以原玉河镇、原梓棉镇和原白蝉镇所属行政区域为盐泉镇的行政区域，盐泉镇人民政府驻五圣街18号。

## 行政区划
盐泉镇下辖以下地区：
玉河镇社区、共和村、白庙子村、天宝寨村、牛心山村、长林寺村、四房湾村、上方寺村、花竹林村、黄连庙村、雨台山村和道碑观村。